# Isengrindfall
Der Isengrindfall ist ein Wasserfall in der Gemeinde Mels im Kanton St. Gallen.
Er fällt im hinteren Ende des Weisstannentals mit einer Fallhöhe von 230 Metern zur Seez.